# 聶凌峰
アンディ・ネーゲライン（Andy Nägelein、1981年10月5日 - ）は、香港代表の元サッカー選手。ポジションはミッドフィールダー。現在の中華人民共和国である当時のイギリス領香港に生まれた。中国名は聶凌峰。
ドイツ生まれの父と香港生まれの母を持ち、1歳のときにドイツのニュルンベルクに移り住む。5歳のときにサッカーを始め、1.FCニュルンベルクのユースに9年間所属。数チームを経て、1.FCシュヴァインフルト05でリーグデビューを果たした。
2007-09シーズンに所属したドイツ3部のキッカーズ・エムデンでは主力としてプレー。しかしながら、同チームがクラブライセンスを満たさなかったことからリーグ降格が決定、自身初の国外クラブであるキプロス・ファースト・リーグのAPEPピツィリアへと籍を移した。
キプロスでの1シーズンを経て、自らのルーツである中国への興味から、中国サッカー・スーパーリーグの深圳紅鉆へと移籍した。深圳紅鉆では2シーズンで40試合に出場したが、後半は怪我の影響もあり、2011-12シーズン終了とともに放出される。2011年8月に香港の香港流浪足球会と契約。しかし、流浪足球会でも怪我が原因で満足な出場機会は得られず、2013年1月に契約満了となったことで再びチームを探すことになった。
2013年7月、貴州智誠足球倶楽部との契約が発表された。

## 代表
その出生からドイツ代表と香港代表として出場可能であり、また深圳紅鉆で2年間プレーしたことから中国代表としてもプレーできる権利を得ていた。
最終的には、2013年8月に香港代表として代表候補に初めて名を連ねると、10月に行われたアジアカップ2015のUAEに臨むメンバーに選出され、そして香港代表デビューを果たしている。